# هاكوب عيد
هاكوب عيد أو هاغوب عيد (3 يناير 1987) هو ممثل ومخرج سوري من مواليد اللاذقية، سوريا، مقيم ويعمل في دبي، الإمارات العربية المتحدة، حاصل على جائزة أفضل ممثل سنة 2019 عن دوره في مسرحية «في إنتظار غودو» 
درس الهندسة الكهربائية في جامعة تشرين، ولعب الملاكمة والتايكواندو بشكل غير احترافي، شارك في العديد من الأعمال المسرحية وتعتبر أهم مشاركاته في مهرجان فاس الدولي من خلال عرض «حفرة» للمخرج هاشم غزال.

## البداية
بدأ حياته المسرحية في العام 2007 من خلال ورشة إعداد ممثل أقامها المسرح الجامعي باللاذقية، على يد الأساتذة «هاشم غزال، نضال سيجري، حسين عباس، رغداء جديد».
شارك بورشة عمل في مسرح المعهد العالي بفرنسا (كونسرفتوار) مع المخرج الفرنسي مارسيل بوزونيت وكارولين ماركاديه، كان نتاجها مسرحية «أنا لغتي» سنة 2017.

## شهاداته
- مهندس كهرباء - اختصاص طاقة (2014)
- منهاج تمثيل في مسرح جامعة تشرين اللاذقية، تحت إشراف الممثل نضال سيجري (2007 -2008)
- ورشة تمثيل تحت إشراف الممثلة أمل عمران (2010)
- ورشة تمثيل تحت إشراف الممثل جهاد سعد (2011)

## أعماله

### مسرحيات
- استرو ما شفتو منا (2008)
- مجنون بالإكراه (2008)
- حفرة (2009 – 2010)
- العميان (2009)
- الطوفان (2009 – 2010)
- القاع (2013)
- مواويل شرقية (2013 – 2014)
- وجوه (2014)
- أنا لغتي (2017)
- طروادة تنبش قبرها (2017)
- في إنتظار غودو - بدور “فلاديمير (ديدي)” (2019)[3]
- تخريف ثنائي - إخراج (2022)

### مسلسلات
- بين الناس (2013)
- ينابيع زرقاء (2014)
- هارون الرشيد (2018)
- صيف بارد (2018)
- 350 غرام (2021)
- المنصة 2 (2021) عرض على موقع نتفلكس
- عالم مظلم، على موقع شاهد
- السنونو (2021)
- الجار للجار (2022)

### مسلسل إذاعي
- عائلتي (2013)

### سينما
- خورفكان (2018)

### أفلام

#### أفلام طويلة
- صديقي الأخير (2011)
- بانتظار الخريف (2014)
- Tiger Zinda Hai – فيلم هندي من إخراج علي عباس ظفر وإنتاج بوليوود (2017)[4]
- The Brave (الفزعة) من إخراج رودريغو كريشنر وإنتاج (2018)[5]
- خورفكان 1507 من إخراج موريس سويني (2018)
- Twisted Blues فيلم أمريكي من إخراج جاك مولدر (2020)[6]

#### أفلام قصيرة
- هنا دمشق (2013)
- ثمار من وحل – بدور البطولة (2013)
- السعر (2014)
- 60 وهي (2016)

## جوائز
- أفضل ممثل (جائزة الجمهور) عن مسرحية «طروادة تنبش قبرها» في مهرجان كلباء المسرحي (2017)
- أفضل ممثل عن مسرحية «في انتظار غودو» في مهرجان كلباء المسرحي (2019)[7]
- أفضل إخراج عن فيلم delusion الذي نال أيضا جائزة أفضل فيلم، من مدينة الشارقة للإعلام ضمن مشروعها االأول من نوعه «التجربة الفنية الإماراتية».[8]